# Liolaemus cristiani
Liolaemus cristiani este o specie de șopârle din genul Liolaemus, familia Tropiduridae, descrisă de Núñez 1991. Conform Catalogue of Life specia Liolaemus cristiani nu are subspecii cunoscute.